# Ароматна лимнофила
Ароматната лимнофила (Limnophila aromatica) е тропическо покритосеменно растение от семейството на живовлека (Plantaginaceae). Произлиза от Югоизточна Азия, където вирее при високи температури най-често във влажна среда, особено в залети оризища. Използва се във виетнамската кухня и се отглежда като аквариумно растение. Пренесено е в Северна Америка през 70-те години на 20 век поради виетнамската емиграция, последвала Виетнамската война.
Ароматната лимнофила преди е класифицирана като член на семейство Живеничеви. Limnophila aromaticoides всъщност не е отделен вид, а разновидност на ароматната лимнофила.

## Употреба в кухнята
Ароматната лимнофила има вкус и аромат, напомнящи лимон и кимион. Използва се най-често във виетнамската кухня, където се нарича „нго ом“. Съставка е на „кан чуа“ — сладко-кисела супа от морски дарове, която съдържа също тамаринд, и понякога се добавя към супата от фиде, наричана „фа“.